# Midland, Arkansas
Midland là một thị trấn thuộc quận Sebastian, tiểu bang Arkansas, Hoa Kỳ. Năm 2010, dân số của thị trấn này là 325 người.

## Dân số
- Dân số năm 2000: 253 người.
- Dân số năm 2010: 325 người.